# Carl-Albert Andersen
Carl-Albert Andersen (Østre Aker, 15 de agosto de 1876 - Oslo, 28 de septiembre de 1951) fue un gimnasta noruego que participó en los eventos de gimnasia artística. Además, también era competitivo en atletismo.
Andersen es titular de dos medallas olímpicas ganadas en dos ediciones diferentes. En París, 1900, fue el medallista de bronce en la prueba de salto con pértiga del atletismo. En la edición del Reino Unido, los Juegos de Londres en 1908, compitió como gimnasta en la carrera de competencias. Junto con 29 compañeros más, ganó la medalla de plata, luego de superar a la nación de Finlandia y cercano al equipo sueco. Dos años antes, fue el ganador por equipos de gimnasia en los Juegos intercalados de 1906.